# Ліскувате
Ліскувате (пол. Liskowate) — бойківське село на українських етнічних землях Бещадського повіту Підкарпатського воєводства Республіки Польща. Населення — 210 осіб (2011).

## Назва
У ході кампанії ліквідації українських назв село в 1977—1981 рр. називалось Лісовек (пол. Lisówek).

## Розташування
Біля села є гора Воланська Кичера (632 м.). На схід у лісі Каращина є також височина Кжемень (615 м.). Через село тече потік Каращина, який впадає в Стрвяж.

## Історія села
Село закріпачене на основі волоського права в 1544 році як королівське село. В 1565 році тут жило 28 селян, 3 бортники і священик (у селі була церква).
Шляхтичі, що походили з села, мали прізвище Лісковацькі та були одними з небагатьох у районі представників околичної шляхти.

Ліскувате у 1929 році, дівчата тримають плакат Братство Апостольства молитви.

В 1772 році село перейшло у власність австрійської державної скарбниці.
У 1919—1939 рр. — у складі Польщі. Село належало до ґміни Кросьцєнко Добромильського повіту Львівського воєводства. В 1921 році в селі було 255 осель і 1541 житель (1436 греко-католиків, 38 римо-католиків і 67 юдеїв).
У 1939 році в селі проживало 1870 мешканців, з них 1790 українців-грекокатоликів, 30 українців-римокатоликів, 20 поляків, 30 євреївв.
З 1939 до 1951 село відносилось до Хирівського району Дрогобицької області України (відійшло до Польщі відповідно до договору обміну територіями 1951 року).
В Ліскуватому знаходився прикордонний перехід, що був використаний для переселення українців у 1944—1946 роках з Польщі до України.
В 1951, у рамках договору обміну територіями 1951 року, все українське населення (332 родини, 1436 осіб) було переміщено в Ямський район Донецької області: 102 родини — в колгосп ім. Артема і 86 родин — в колгосп ім. Хрущова, а до села переселено поляків-переселенців з Української РСР.
У 1975—1998 роках село належало до Кросненського воєводства.

## Демографія
Демографічна структура станом на 31 березня 2011 року:
|          | Загалом | Допрацездатний вік | Працездатний вік | Постпрацездатний вік |
| -------- | ------- | ------------------ | ---------------- | -------------------- |
| Чоловіки | 103     | 26                 | 70               | 7                    |
| Жінки    | 107     | 30                 | 62               | 15                   |
| Разом    | 210     | 56                 | 132              | 22                   |

## Церква Різдва Пресвятої Богородиці

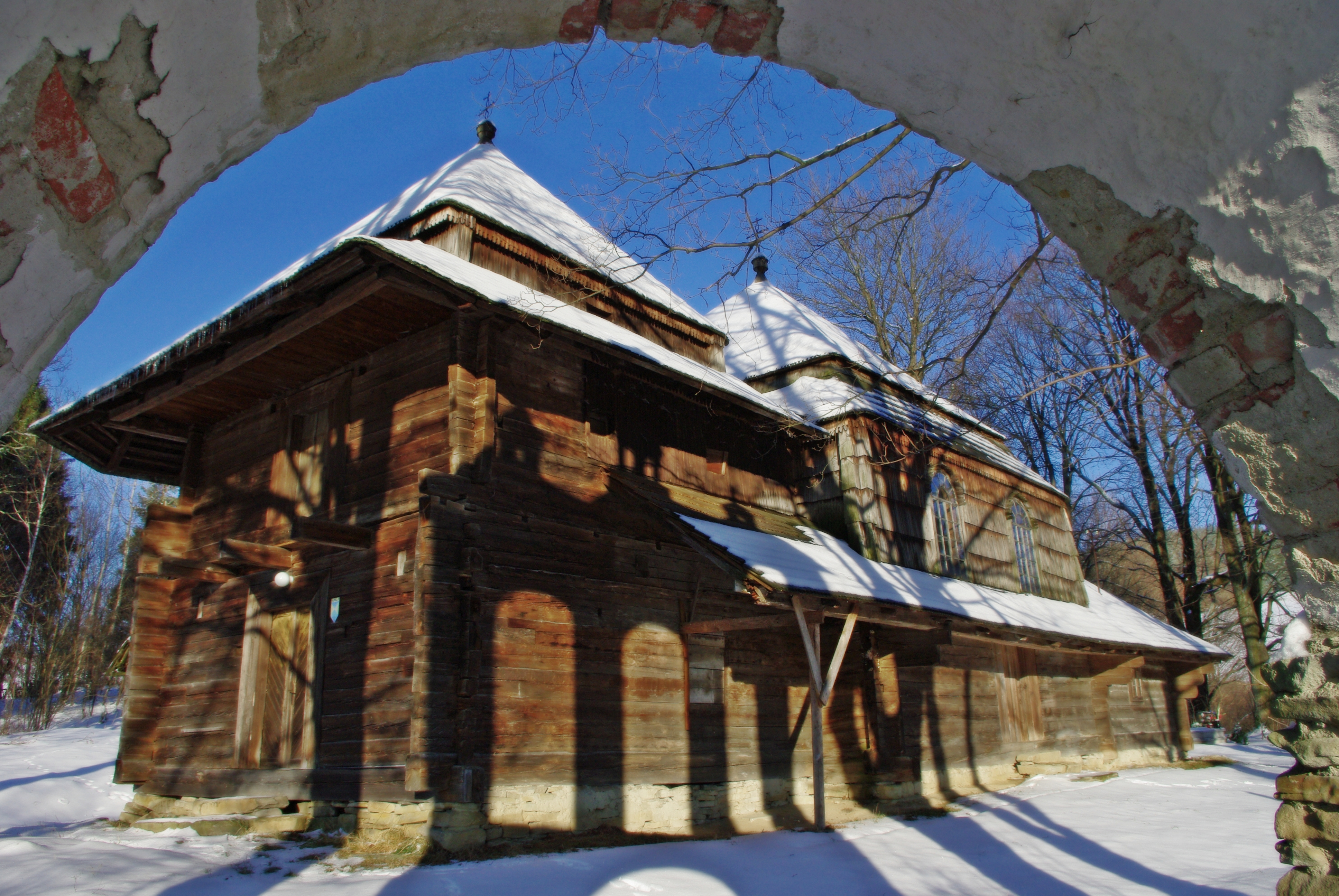
Церква Різдва Пресвятої Богородиці

В селі збереглась стара греко-католицька церква Різдва Пресвятої Богородиці. Побудована в 1832 році. Початково мала зверху дзвіницю над бабинцем. Значно перебудована в 1929 році. Церква була парафіяльною, село в 1782—1947 рр. належало до Устрицького деканату Перемиської єпархії.
Після другої світової війни (після виселення українців) в церкві служили для грецьких переселенців, а потім, до 70-х років XX ст., використовувалася як радгоспний склад синтетичних добрив. В 1973 році передана римо-католикам, зараз в церкві не служать.
Біля церкви є цвинтар, на якому поховані священики церкви Анатоль Кордасевич і Антон Федоряк. Біля церкви є дзвіниця. Неподалік є католицький костел, у якому служать для місцевого населення.
Церква Різдва Пресвятої Богородиці є в туристичному маршруті «Шлях дерев'яної архітектури».